# Tsukamurella hongkongensis
Tsukamurella hongkongensis es una bacteria grampositiva del género Tsukamurella. Fue descrita en el año 2016. Su etimología hace referencia a Hong Kong. Es aerobia, inmóvil, catalasa positiva y oxidasa negativa. Crece en agar sangre con colonias anaranjadas-rojas, secas y rugosas. También crece en agar infusión cerebro corazón, TSA, agar chocolate y MacConkey. Temperatura óptima de crecimiento de 37 °C, no crece a 10 °C pero sí a 42 °C. Se ha aislado de varias muestras humanas, incluyendo un raspado corneal de un paciente con queratitis, de un hemocultivo en un paciente con bacteriemia por catéter, y de un esputo.